# Kosmos (Rakete)

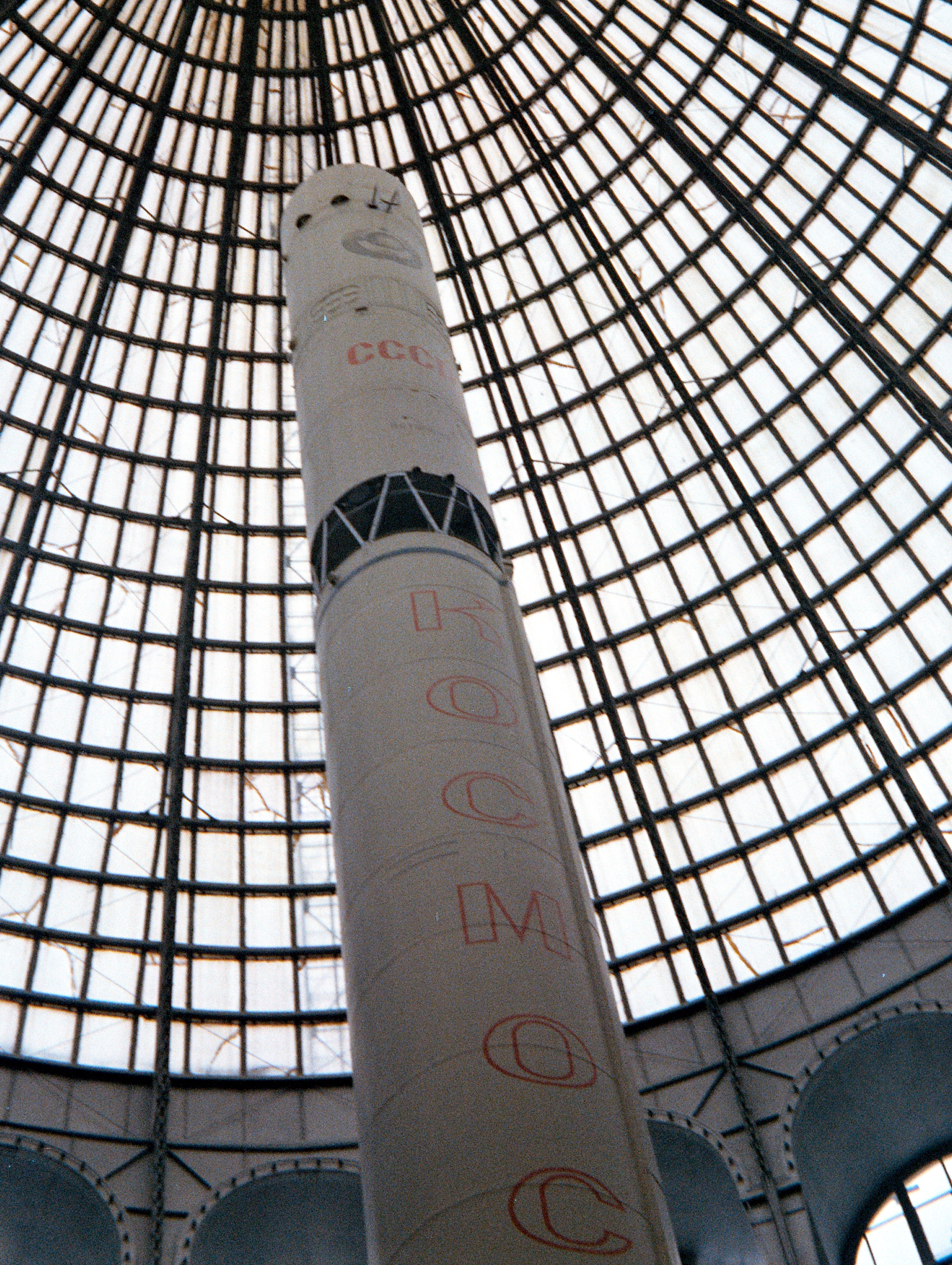
Kosmos Trägerrakete – Schau der Wirtschaftserfolge, Moskau

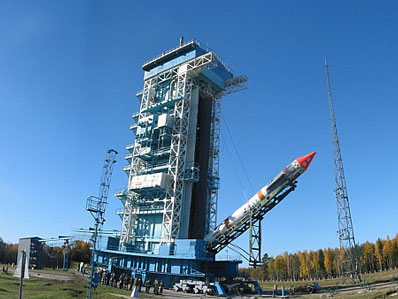
Eine Kosmos-3M wird für den Start vorbereitet

Kosmos (kyrillisch Космос) ist die Bezeichnung für eine sowjetische bzw. russische Trägerrakete. Sie wurde, wie damals in der Sowjetunion üblich, nach ihrer ersten Nutzlast, dem Satelliten Kosmos-1, benannt und war von 1964 bis 2010 im Einsatz. Mit Kosmos verfügte die Sowjetunion über eine im Gegensatz zu anderen sowjetischen Trägerraketen kleinere Rakete, um leichtere Satelliten zu starten.

## Kosmos B-1
Die erste Kosmos-Rakete wurde Kosmos B-1 genannt. B stand in der US-Aufklärung für den zweiten Grundtyp von Trägerraketen, 1 für die Anzahl von Oberstufen, andere Namen: SL-7 (US-Verteidigungsministerium), Kosmos 2I, Kosmos 11K63, Kosmos 63S1, Sandal; Variante Kosmos 63SM; Variante Kosmos 63S1M, auch bezeichnet als Kosmos 2M. Sie ging aus der Mittelstreckenrakete R-12 (im Westen als SS-4 Sandal bekannt) hervor, die im Konstruktionsbüro Jangel (OKB-586) entwickelt wurde. Die maximale Nutzlast in einen niedrigen Erdorbit betrug 420 kg. Der Erststart erfolgte am 26. Oktober 1961 in Kapustin Jar. Bis 1977 gab es 166 Starts, davon schlugen 21 fehl. Die erste Stufe der Rakete wurde mit RP-1 (eine Kerosinart) und Salpetersäure, die zweite Stufe mit flüssigem Sauerstoff und UDMH (unsymmetrischem Dimethylhydrazin) betrieben. Die Erststufe hatte ein Vierkammer-Triebwerk RD-214 mit Pumpenförderung. Die Zweitstufe verwendete das Triebwerk RD-119 mit vier festen Steuerdüsen. Der Start erfolgte aus einem Silo. In verschiedenen Darstellungen wurde das Aufsetzen der Oberstufe in den Silo gezeigt.

## Kosmos C-1 und 3M

Kosmos-3M in der Spezialversion für SAR-Lupe

Der Nachfolger Kosmos C-1 (das entsprach dem dritten Grundtyp mit einer Oberstufe, andere Namen: SL-7 (US-Verteidigungsministerium), Kosmos 1, Kosmos 65S3, Skean; Variante Kosmos 11K65, öfter bezeichnet als Kosmos 3) ging aus der größeren Mittelstreckenrakete R-14 (US-Bezeichnung SS-5 Skean) hervor. Die Nutzlast ist mit 1400 kg in einem Orbit in 400 km (700 kg in einem 1.600 km-Orbit) deutlich größer. Der Erststart erfolgte am 15. Mai 1967. Die erste Stufe der Rakete verwendet im Triebwerk RD-216M UDMH und Distickstofftetroxid, die zweite Stufe Salpetersäure, Distickstofftetroxid und UDMH. Somit enthält die Rakete nur lagerfähige Treibstoffe.
Die Variante Kosmos 11K65M, auch bezeichnet als Kosmos 3M, verwendete eine verbesserte zweite Stufe S-3M. So wurde mit diesen Raketen in den Jahren 2006–2008 auch das deutsche Satellitenaufklärungssystem SAR-Lupe ins All gebracht. Die Rakete ist 32,4 m lang, bei einem Durchmesser von 2,4 m, und besitzt ein Startgewicht von 109 t. Damit kann sie eine Nutzlast von 1.500 kg in eine Umlaufhöhe von 250 km transportieren. Die Maximalhöhe beträgt 1.700 km.
Der Start erfolgte entweder in Kapustin Jar (48° Inklination) oder Plessezk (66° bis 98° Inklination).
Mit der Variante Kosmos 65MP, auch bezeichnet als Kosmos 3MP, wurden die Raumfährenmodelle Bor-4 und 5 auf ihre Wiedereintrittseigenschaften getestet. Es wurden suborbitale oder erdnahe Umlaufbahnen erreicht.
Die Verwendung dieser Rakete wurde eingestellt.

## Technische Daten
Für Kosmos 3M.
- Größe
  - Höhe: 32,4 m
  - Durchmesser: 2,4 m
  - Startmasse: 109 t
  - Stufen: 2
- Kapazität
  - Nutzlast zu LEO 1500 kg
  - Nutzlast zu SSO 775 kg
- Startgeschichte
  - Status: im Einsatz
  - Startplatz: Plessezk oder Kapustin Jar
  - Anzahl der Starts: 439 (419 davon erfolgreich)
  - Erststart: 15. Mai 1967
- Erststufe R-14U
  - Triebwerk: 1 RD-216
  - Bodenschub: 1486 kN
  - Vakuumschub: 1728 kN
  - Spezifischer Impuls: 2429 Ns/kg
  - Brennzeit: 170 s
  - Brennstoff: Distickstofftetroxid/UDMH
- Zweitstufe
  - Triebwerk: 1 RD-219
  - Schub: 883 kN
  - Spezifischer Impuls: 2875 Ns/kg
  - Brennzeit: 1620 s
  - Brennstoff: Distickstofftetroxid/UDMH

## Unfälle
- Am 26. Juni 1973 war um 1:32 Uhr ein Routinestart einer Kosmos-3M geplant. Die Startvorbereitung gerieten jedoch ins Stocken, als aufgrund einer Sensorstörung der Kraftstofftank überfüllt wurde. Das Personal entleerte einen Teil des Treibstoffs und betankte die Trägerrakete neu. Anscheinend entwickelte sich zu diesem Zeitpunkt ein Leck im Kraftstofftank und 15 Sekunden vor dem Start wurde die Startsequenz automatisch abgebrochen. Ein mehr als 40-köpfiges Team versuchte, das Fahrzeug zu deaktivieren. Um 4:18 Uhr und 4:20 Uhr morgens wurden zwei Mannschaften von 13 Personen zur Startrampe geschickt und um 4:22 Uhr erschütterte eine zweifache Explosion den Komplex, wobei ein Feuer ausbrach. Sieben Menschen kamen durch die Explosionen direkt ums Leben, 13 wurden verletzt, zwei von ihnen starben später in einem Krankenhaus. Über die Tragödie wurde damals nicht berichtet und die Opfer wurden in einem Massengrab in Mirny begraben. Ein Denkmal für die Opfer des Unglücks wurde 1974 eingeweiht.[2]